# 苏州市域铁路机场轨道专线
苏州市域铁路机场轨道专线是苏州市一条规划中的轨道交通线路。本线从沪宁城际铁路苏州新区站出发，与苏南硕放国际机场相连。